# 천마산 (하남)
천마산(天馬山)은 대한민국 서울특별시 송파구 마천동과 경기 하남시의 경계가 되는 해발 144.5m의 산으로서, 임경업 장군이 여기서 용마를 타고 전장에 나갔다는 전설이 있다. 마산(馬山), 말미 또는 말산이라고도 불린다.

## 위치
송파구의 송파(松坡)는 글자 그대로 언덕 위에 소나무가 푸르게 우거진 산 좋고 물 맑은 강변마을이라는 뜻으로 일찍이 백제 때의 도읍지였다. 원래 경기 광주군 중대면(中臺面)에 속하였으나 1963년 서울의 행정구역 확장에 따라 성동구에 편입, 송파출장소가 신설되었다. 1975년 성동구에서 강남구로 분리되었으며, 1979년 강남구에서 분리된 강동구에 속하였다. 1988년 지방자치제의 실시와 함께 강동구에서 분리, 송파구가 신설되어 오늘에 이른다.
송파구의 북부와 서부는 한강과 탄천에 의해 퇴적된 해발고도 20m 내외의 충적평야가 발달하고, 동부와 남부는 천마산을 중심으로 해발 20~40m 내외의 완만한 사면으로 이루어진 침식지형이 발달해 있다. 천마산에서 발원하는 마천(馬川)의 물이 청량산에서 내려오는 물과 합수하여 성내천 상류를 이루고 석촌호수로 흘러 들어가 한강으로 유입된다.
이처럼 천마산은 지하철 5호선 마천역으로 이어지는 산으로 이성산, 금암산에 연결되어 남한산, 남한산성과 청량산, 천마산, 성내천으로 어우러진 그린웨이(Green Way)가 조성되어 주거환경 개선, 기반시설 마련 등으로 송파구에서 자연생태환경의 거여·마천지구를 형성하는 천마산근린공원으로 가꾸어져 가고 있다.

## 전해오는 이야기
현재 송파구에는 마천동에 전해오는 이야기로 임경업 장군에 얽힌 전설이 있다. 또한 거여동과 마천동 부근에는 개룡리, 마산, 투구봉등이 있다. 원래 이 지역은 본래 광주군 중대군 지역이었으나 1963년 1월 1일 서울시에 편입된 곳이다.
병자호란 당시 임경업(林慶業, 1594 ~ 1646)장군이 이 부근 개룡리(開龍里)에서 군사를 일으켜 갑옷을 입고 투구를 쓴 뒤 출전하려 했으나 말이 없어 장군의 위엄이 서지 않았다. 그때 이 산에서 뛰어나온 말이 임경업에게 다가와 무릎을 꿇었다는데 이때부터 천마산이라는 이름이 붙었다고 하고 말미 또는 말산이라고도 불리고 있다고 한다.
또한 병자호란때 청나라 군사가 쳐들어오자 인조는 남한산성으로 피난하게 되었다. 임금 일행이 이곳을 황급히 지나다가 백토고개에 이르러 잠시 쉬어가게 되었는데, 구중궁궐에서만 생활하던 임금인지라 갑자기 먼길을 달리다 보니 오금이 너무아파 "아이구 내 오금이야"하고 한탄했다하여 이곳을 오금골이라 부르게 되었다고 한다. 현재 마천동 옆에 있는 오금동이라고 불리는 곳이다.
다르게 전해오는 얘기로는 조선 병자호란때 이곳 마산 (일명 天馬山)에서 용마가 나와 임경업 장군이 개룡리에서 갑옷을 입고 투구봉에서 투 구를 쓴후 용마를 타고 싸움에 출전 하였다고 전해진다. 마천동은 이곳에 있는 마산(천마산)에서 비롯된 이름으로, 병자호란때 임경업 장군이 오금동의 개롱리에서 농(籠)을 열어 갑옷을 입고, 천마산에서 나온 용마를 타고, 거여동의 투구봉에서 투구를 쓰고 출전하였다고 전해진다. 개롱리에는 임경업 장군 증조의 무덤이 있다. 풍수지리상 이 무덤의 형국을 매화낙지형이라 했는데, 전설에 의하면 임장군의 증조부가 자룡(雌龍) 곧 암룡의 변신인 여자의 도움을 받아서 이 자리에 묘를 쓴탓으로 후손중에 임장군이 태어나게 되었다고 한다.

## 주변환경
등반코스에는 150개의 계단이 설치되어 있고, 최근에는 이용객의 안정을 위한 안전난간을 추가로 설치하였다. 이 산 정상에서는 마천동과 거여동은 물론 송파구 일대가 한눈에 들어와 전망이 좋다.
천마산은 근린 거주자를 위한 송파구의 천마근린공원으로 산행이라기 보다 산책코스로 산책로, 휴게공간 및 운동공간으로 이용되고 있다.
철봉, 평행봉, 윗몸일으키기, 그네, 벤취등 간단한 운동과 휴식을 할 수 있는 체육시설을 고루 갖추고 있다.
우방A 정류장-천마공영주차장-육각정-삼각점-안부-바위군,전망대-천마산
우방아파트행 버스를 이용하여 천마공영주차장에서 이용한다.

## 같이 보기
- 청량산
- 남한산
- 남한산성